# San Francisco de Dos Ríos
San Francisco de Dos Ríos – dystrykt w Kostaryce, w kantonie San José, w prowincji San José.

## Geografia
San Francisco de Dos Ríos ma powierzchnię 2,64 kilometrów kwadratowych i leży na wysokości 1 168 m n.p.m..

## Demografia
Według zliczenia ludności w 2011 roku w dystrykcie San Francisco de Dos Ríos mieszkało 20 209 mieszkańców.

## Transport

### Transport drogowy
Przez dystrykt San Francisco de Dos Ríos biegną następujące drogi krajowe:
- Droga krajowa nr 39
- Droga krajowa nr 204
- Droga krajowa nr 207
- Droga krajowa nr 209
- Droga krajowa nr 211